# Wysszaja Chokkiejnaja Liga (2013/2014)
Sezon WHL 2013/2014 – czwarty sezon rosyjskich rozgrywek Wysszaja Chokkiejnaja Liga rozgrywany na przełomie 2013 i 2014.

## Uczestnicy
W poprzednim sezonie występowało w lidze 27 klubów.
Po sezonie 2012/2013 ligę opuścił zespół Łokomotiw Jarosław 2 (po niespełna dwóch latach występów) i białoruska drużyna Junost' Mińsk (jeden rok). 30 maja 2013 do rozgrywek przyjęto HK Lipieck.
W sezonie 2013/2014 uczestniczyło 26 drużyn – 24 rosyjskie i 2 kazachskie. Jedna z kazachskich drużyn zdobyła mistrzostwo WHL 2014 i tym samym została pierwszym nierosyjskim triumfatorem tej ligi.
| Klub                   | Miasto           | Rok zał. | Rok doł. | Drużyna KHL                | Drużyna MHL / MHL 2                    | Lodowisko            | Pojem- ność |
| ---------------------- | ---------------- | -------- | -------- | -------------------------- | -------------------------------------- | -------------------- | ----------- |
| Ariada-Akpars Wołżsk   | Wołżsk           | 2003     | 2003     | Mietałłurg Nowokuźnieck    |                                        | LK "Ariada"          | 2250        |
| Buran Woroneż          | Woroneż          | 1977     | 2012     |                            | MHK Buran                              | DS "Jubilejnyj"      | 3040        |
| Czełmiet Czelabińsk    | Czelabińsk       | 1948     | 2003     | Traktor Czelabińsk         | Bielyje Miedwiedi / Stalnyje Liwy      | PS "Mieczeł"         | 2800        |
| Dinamo Bałaszycha      | Bałaszycha       | 2010     | 2010     | Dinamo Moskwa              | HK MWD Bałaszycha                      | Arena Bałyszycha     | 6500        |
| Dizel Penza            | Penza            | 1955     | 2010     | Nieftiechimik Niżniekamsk  | Rieaktor Niżniekamsk / Dizelist        | PSL "Temp"           | 5200        |
| Iżstal Iżewsk          | Iżewsk           | 1949     | 2006     |                            | Stalnyje Iży                           | LP "Iżstal"          | 3900        |
| Jermak Angarsk         | Angarsk          | 1958     | 2007     |                            | Kuznieckie Medwiedi / Angarskij Jermak | Arena Jermak         | 6900        |
| Jużnyj Urał Orsk       | Orsk             | 1996     | 2006     | Mietałłurg Magnitogorsk    | Stalnyje Lisy Magnitogorsk             | DS "Jubilejnyj"      | 4600        |
| Kazcynk-Torpedo        | Ust-Kamienogorsk | 1955     | 2001     |                            |                                        | PS im. Aleksandrowa  | 4400        |
| Kristałł Saratów       | Saratów          | 1948     | 1998     | Siewierstal Czerepowiec    | Ałmaz / Kristałł-Junior                | DS "Kristałł"        | 5000        |
| Kubań Krasnodar        | Krasnodar        | 2012     | 2012     | Witiaź Czechow             |                                        | LD "Kubań"           | 3100        |
| Łada Togliatti         | Togliatti        | 1976     | 2010     |                            | Ładia Togliatti                        | DS Wołgar            | 2900        |
| HK Lipieck             | Lipieck          | 1979     | 2013     |                            |                                        | LD Zwiozdnyj         | 2100        |
| Mołot-Prikamje Perm    | Perm             | 1948     | 2006     |                            | Oktan                                  | UPS "Mołot"          | 7000        |
| Nieftianik Almietjewsk | Almietjewsk      | 1965     | 2010     | Ak Bars Kazań              | Bars Kazań / Irbis Kazań               | PS "Jubilejnyj"      | 2200        |
| HK Riazań              | Riazań           | 1955     | 2007     | Sibir Nowosybirsk          | Sibirskie Snajpiery / MHK Riazań       | PS "Olimpijskij"     | 2700        |
| Rubin Tiumeń           | Tiumeń           | 1995     | 2000     |                            | Gazowik Tiumeń / Tiumenskij Legion     | PS Tiumeń            | 3300        |
| Saryarka Karaganda     | Karaganda        | 2006     | 2012     |                            | MHK Kazakmys                           | Karagandy Arena      | 4400        |
| HK Sarow               | Sarow            | 2002     | 2009     | Torpedo Niżny Nowogród     | Czajka Niżny Nowogród                  | LD "Sarow"           | 1200        |
| Sokoł Krasnojarsk      | Krasnojarsk      | 1977     | 2011     | Łokomotiw Jarosław         | Krasnojarskie Rysi                     | Arena Siewier        | 4000        |
| Sputnik Niżny Tagił    | Niżny Tagił      | 1948     | 2002     | Awtomobilist Jekaterynburg | Awto Jekaterynburg / MHK Sputnik       | LPS im. Sotinkowa    | 4200        |
| THK Twer               | Twer             | 1949     | 2012     | CSKA Moskwa                | Twericzi                               | KS "Jubilejnyj"      | 2000        |
| Titan Klin             | Klin             | 1953     | 2011     | Atłant Mytiszczi           | Mytiszczinskie Atłanty / MHK Klin      | LD im. W. Charłamowa | 1500        |
| Toros Nieftiekamsk     | Nieftiekamsk     | 1998     | 2006     | Saławat Jułajew Ufa        | Tołpar Ufa / Batyr Nieftiekamsk        | PS "Nieftiekamsk"    | 2000        |
| HK WMF                 | Kondopoga        | 2008     | 2008     | SKA Sankt Petersburg       | SKA-1946 Sankt Petersburg              | PS "Jubilejnyj"      | 7000        |
| Zauralje Kurgan        | Kurgan           | 1994     | 2003     | Awangard Omsk              | MHK Zauralje                           | LPS "Mostowik"       | 2500        |

Legenda:

DS – Dworzec Sportowy, KS / SK – Kompleks Sportowy / Sportowy Kompleks, PS – Pałac Sportu, PSL – Pałac Sportów Lodowych, PS – Pałac Sportu, LD – Lodowy Dworzec, LK – Lodowy Kompleks, LP – Lodowy Pałac, LPS – Lodowy Pałac Sportu, UPS – Uniwersalny Pałac Sportu

## Sezon zasadniczy
W sezonie zasadniczym pierwsze miejsce zajął Toros (100 pkt.).

## Faza play-off
Do fazy play-off zakwalifikowało się 16 pierwszych zespołów po rundzie zasadniczej. Pary pucharowe 1/8 finału rozlokowano według klucza 1-16, 2-15, 3-14 itd.
W finale Saryarka Karaganda pokonała Rubin Tiumeń w meczach 4:2 i zdobyła Puchar Bratina.
Natomiast medale przyznano zespołom klubom rosyjskim: złoty otrzymał Rubin, srebrny - Toros, a brązowy Mołot.